# Фетални хидропс
Фетални хидропс (ФХ) је стање код фетуса које карактерише абнормално сакупљање интерстицијалне течности у два или више одељења тела фетуса (перитонеална шупљина, плеура и перикард). Алтернативна дефиниција говори о акумулацији течности у две анатомске области фетуса или о изливу на једном месту и анасарци. ФХ може бити резултат широког спектра стања са различитим патофизиологијама, од којих свако има потенцијал да озбиљно утиче на фетус.  Иако ФХ није последица срчане инсуфицијенције, већ хиперволемије и високе васкуларне пермеабилности фетуса, срчана инсуфицијенција се може јавити као веома касна последица дуготрајног преоптерећеног срца.  Са прогресијом стања, едем је увек примарна компонента, често праћена плацентомегалијом и хидрамнионом.
Дијагноза се најчешће поставља тек након порођаја новорођенчета са масивним едемом које је често мртворођено. Сонографија је код ФХ  постала примарна пренатална дијагноза.  

## Епидемиологија
Преваленција неимуног  феталног хидропса  (НИФХ) креће се од 1 на 1.500 до 1 на 4.000 рођених. Велика варијација у пријављеним преваленцијама је због разлика у: 
- дефиницијама,
- популацијама,
- темељности евалуације,
- да ли су касни прекиди трудноће били укључени.

Широка употреба анти-Д имуноглобулина драстично је смањила преваленцију RhD алоимунизације и повезаних хидропса након 1968. године када је лек постао доступан. Као резултат тога, НИФХ сада чини скоро 90% случајева феталног хидропса.
Морталитет новорођенчади са НИФХ достиже 80%, а као фактори ризика за неповољан исход наводе се:
- гестацијска незрелост,

- уруђене аномалије,

- хромозомске аномалије аберације.[5]

Поред тога, тешка перинатална асфиксија и респираторна инсуфицијенција са смртним исходом, такође се сматрај  значајним факторима у неповољном току и исходу НИФХ.

## Етиологија
Фетални хидропс,  који је повезан са широким спектром поремећаја, сврстава се у две главне категорије имуни хидропс и неимуни хидропс.

### Имуни хидропс фетуса
Имуни хидропс фетус или фетална еритробластоза изазван је алоимунизацијом црвених  (као што је Rh-изоимунизација и АБО некомпатибилност, анти-ц, Ц, и, Е)  ћелија, услед  присуства антитела у циркулацији мајке која пролазе кроз плаценту и реагују са феталним антигенима, што доводи до феталне хемолизе.
Еетална еритробластоза , такође позната као Рх болест, једини је имуни узрок феталног хидропса фетуса. Rh-болест је хемолитичка болест новорођенчади. Труднице немају увек исту крвну групу као њихово дете. Током порођаја или током трудноће, мајка може бити изложена крви новорођенчета. У случају трудноће у којој фетус има антиген Rh-D  крви, а мајка нема, имуни систем мајке ће реаговати на црвена крвна зрнца као страно тело и створити антитела против Rh-D  антигена на феталним крвним ћелијама. Rh-болест се развија у случају друге трудноће где имуни систем мајке покреће напад, преко ИгГ, против Rh-D позитивних крвних зрнаца новорођенчета. Имуни одговор доводи до хемолизе црвених крвних зрнаца фетуса, што изазива тешку анемију.
Хемолиза узрокована Rh-инкомпатибилношћу изазива екстрамедуларну хематопоезу у феталној јетри и коштаној сржи.  Притисак да се направи више еритробласта који би помогли у компензацији хемолизе ради на јетри изазивајући хепатомегалију. Настала дисфункција јетре смањује излучивање албумина што заузврат смањује онкотски притисак. Последично, смањење притиска доводи до укупног периферног едема и асцитеса.
Рх болест је тренутно неуобичајен узрок имуно-посредованог хидропса феталиса. Због превентивних метода развијених 1970-их, инциденција Rh-болести је значајно опала. Rh-болест се може спречити применом ињекција анти-D IgG (Rho(D) имуноглобулина)  Rh-D -негативним мајкама током трудноће и/или у року од 72 сата од порођаја. Међутим, мали проценат трудница је и даље подложан Rh-болести чак и након што су примили анти-D IgG (Rho(D)имуни глобулин).

### Неимуни хидропс фетуса
Неимуни хидропс фетуса (НХФ) - који је за разлику од имуног резултат других узрока осим реакција антиген-антитело.  Ова врста хидропса феталиса чини приближно 80% до 90% свих случајева. Појављује се када основна болест, генетски поремећај или урођени дефект ометају способност феталног тела да управља течношћу. НХФ може бити резултат многих различитих основних стања, која су наведена у доњој табели.
Класификација имуног и неимуног феталног хидропса описује разлику између резус хемолитичке болести новорођенчета и других етиологија које доводе до феталног хидропса.  Са побољшаном дијагнозом и лечењем резус изоимунизацијом, учестали су неимуни фактори. Разликовање између анемичног и неанемичног феталног хидропса пружа далеко кориснију диференцијацију између етиологија. Овај приступ се користи за дискусију о диференцијалној дијагнози, обради и терапијским опцијама код феталног хидропса.
| Узроци                                       | Стања |
| -------------------------------------------- | --- |
| Срчани узроци                                | Пароксизмална суправентрикуларна тахикардија, хипопластично лево срце, дефекти ендокардијалног јастука и урођена малформација плућних дисајних путева |
| Хромозомске аномалије                        | Тарнеров синдром, Даунов синдром и Едвардов синдром                                                                                                   |
| Лимфни узроци                                | Конгенитална лимфна дисплазија |
| Инфекције                                    | Парвовирус Б19 (пета болест), цитомегаловирус и инфекције сифилисом код трудница                                                                      |
| Метаболичке болести                          | Најман-Пикова болест тип-Ц Гауцхерова болест тип 2 и недостатак ензима бета-глукуронидазе                                                             |
| Тумори                                       | Тератом (сакрококцигеални тератом), тумори јетре и неуробластом                                                                                       |
| Болести мајке                                | Дијабетес мелитус и хипертиреоза |
| Уринарни узроци                              | Конгенитална нефроза и синдром шљиве |
| Дигестивни узроци                            | Волвулус и меконијум перитонитис |
| Хематолошки узроци                           | Алфа-таласемија, синдром трансфузије близанаца код монохорионских близаначких трудноћа и леукемије                                                    |
| Поремећаји метаболизма црвених крвних зрнаца | Недостатак глукоза фосфат изомеразе, недостатак пируват киназе и глукоза-6-фосфат дехидрогеназе (Г6ПД)                                                |
| Поремећаји производње еритроцита             | Конгенитална дисеритропоетска анемија, Диамонд-Блацкфан синдром и Фанконијева анемија                                                                 |
| Поремећаји еритроцита мембране               | Наследна сфероцитоза, наследна елиптоцитоза, наследна пиропоикилоцитоза и синдроми наследне стоматоцитозе                                             |

Као што се може  види из горње табеле етиологија НХФ је хетерогена, а према Белинију и сарадницима, обухвата 14 група разнородних узрока.

## Патофизологија
Мада су патофизиолошки механизми настанка НХФ недовољно разјашњени, развоју генерализованог едема код фетуса и новорођенчета погодују повећана пермеабилност капилара, променљив волумен интерстицијума, као и изражена зависност лимфног протока централног венског притиска. За настанак хидропса од кључног су значаја три основна поремећаја:
- снижен онкотски притисак плазме,
- повишен централни венски притисак,
- редукован проток лимфе[13]

У највећем броју случајева настанак генерализованог едема не може се приписати искључиво једном од претпостављених патофизиолошких механизама, већ је резултат њиховог удруженог дејства.

## Клиничка слика
У зависности од локације клиничку слику карактеришу промене у поткожном ткиву, на скалпу, плеури (плеурални излив), перикарду (перикардни излив) и абдомен (асцитес).
Едем се обично види у поткожном ткиву фетуса, што понекад доводи до спонтаног побачаја, који је изазван пренаталним обликом срчане инсуфицијенције, у којој срце није у стању да задовољи потребе за протоком крви (које су у већини случајева абнормално високе).

## Дијагноза
ФХ се може дијагностиковати и пратити ултразвучним скенирањем.  Дик се коначна дијагноза се поставља идентификовањем вишка серозне течности у најмање једном простору (асцитес, плеурални излив, перикардни излив) праћеног едемом коже (дебљине веће од 5 мм).
Дијагноза се такође може поставити идентификацијом вишка серозне течности у два потенцијална простора без праћења едема.
Пренатално ултразвучно скенирање омогућава рано препознавање ФХ. Увођењем транскранијалног доплера  постављање дијагнозе је побољшано

## Диференцијална дијагноза
Диференцијално дијагностички требало би имати у виду следеће болести и стања:
- Неонатална хемохроматоза
- Конгестивна срчана инсуфицијенција
- Синдром међублизаначке трансфузије
- Хепатитис Б
- Хиперкалцемија
- Хипернатремија
- Хипотромбинемија
- Дијабетес мајке
- Феталне абдоминалне цисте
- Опструкција црева
- Опструкција уринарног система

## Терапија
Лечење ФХ  је дуготрајно и захтева хоспитализацију новорођенчади и примену веома сложених мера интензивне терапије у циљу одржавања нормална размена гасова, стабилност циркулације и метаболичка хомеостаза. Продужено трајање и компликованост лечења такве деце, поред превременог порођаја и пратећих поремећаја након асфиксије, условљена је лечењем основног узрока НИФХ. 
Такође примена инвазивних мера интензивне неге и терапије повећава могућност интеркурентних инфекција које продужавају боравак деце у болници.

## Прогноза
Прогноза ФХ углавном зависи од основног узрока:
- гестацијске старости
- времена протеклог до  дијагнозе,
- времена порођаја,
- количине феталног едема
- интраутериних интервенција.

Новорођенчад која имају торакалне узроке и бронхопулмоналне малформације имају добру прогнозу, док су новорођенчади са хромозомским абнормалностима, структурним абнормалностима и другим генетским метаболичким поремећајима повезани са лошом прогнозом.
Преживљавање код хидропса феталиса зависи од основне болести, доступних феталних терапија за решавање хидропса и гестацијске старости порођаја, а не од специфичних анатомских манифестација хидропса. 
Код фетуса са хидропсом са високим кардиоторакалним односом, резултат кардиоваскуларног профила може бити користан прогностички индикатор. Пацијенти са хидропсом који могу да имају феталну интервенцију због свог основног стања сада имају користи од побољшаног преживљавања, посебно када се хидропс може решити, а нема превременог порођаја. Док одређени физиолошки параметри, као што је вршна систолна брзина средње церебралне артерије, нису предвидели преживљавање, резултат кардиоваскуларног профила је користан додатак за предвиђање преживљавања када основни узрок доводи до високог кардиоторакалног односа. Штавише, чињеница да пацијенти са таквим варијабилним процесима болести и срчаним манифестацијама могу конвергирати на једноставан анатомски налаз течности у два одељка сугерише основни механизам феталног дистреса који тек треба да се открије.

## Компликације
- Спонтани побачај
- Интраутерина смрт фетуса
- Превремени порођај
- Перинаталне смрти
- Ране неонаталне смрти

Руптура слепог црева, цистична хигрома, опструкција црева и озбиљно кашњење у неуроразвоју примећују се код новорођенчади која преживе са ФХ.